# حارة بير زيد (صنعاء)
حارة بير زيد هي إحدى حارات حي الجراف الشرقي بمديرية شعوب إحد مديريات العاصمة اليمنية صنعاء، بلغ تعداد سكانها 6443 نسمة حسب تعداد اليمن لعام 2004.